# Hesse, Moselle
Hesse là một xã trong vùng Grand Est, thuộc tỉnh Moselle, quận Sarrebourg, tổng Sarrebourg. Tọa độ địa lý của xã là 48° 41' vĩ độ bắc, 07° 02' kinh độ đông. Hesse nằm trên độ cao trung bình là m mét trên mực nước biển, có điểm thấp nhất là 252 mét và điểm cao nhất là 325 mét. Xã có diện tích 12,85 km², dân số vào thời điểm 2005 là 624 người; mật độ dân số là 48,4 người/km².

## Thông tin nhân khẩu
| 1962 | 1968 | 1975 | 1982 | 1990 | 1999 |
| ---- | ---- | ---- | ---- | ---- | ---- |
| 553  | 574  | 548  | 546  | 566  | 601  |